# 500 km Magny-Coursa 1992
500 km Magny-Coursa 1992 je bila šesta in zadnja dirka Svetovnega prvenstva športnih dirkalnikov v sezoni 1992. Odvijala se je 18. oktobra 1992.

## Rezultati
| Poz | Razred  | Št | Moštvo                  | Dirkači                              | Šasija                     | Gume | Krogi |
| Poz | Razred  | Št | Moštvo                  | Dirkači                              | Motor                      | Gume | Krogi |
| --- | ------- | -- | ----------------------- | ------------------------------------ | -------------------------- | ---- | ----- |
| 1   | C1      | 2  | Peugeot Talbot Sport    | Mauro Baldi Philippe Alliot          | Peugeot 905 Evo 1B         | M    | 118   |
| 1   | C1      | 2  | Peugeot Talbot Sport    | Mauro Baldi Philippe Alliot          | Peugeot SA35 3.5L V10      | M    | 118   |
| 2   | C1      | 71 | Peugeot Talbot Sport    | Christophe Bouchet Eric Hélary       | Peugeot 905 Evo 1B         | M    | 116   |
| 2   | C1      | 71 | Peugeot Talbot Sport    | Christophe Bouchet Eric Hélary       | Peugeot SA35 3.5L V10      | M    | 116   |
| 3   | C1      | 7  | Toyota Team Tom's       | Geoff Lees Jan Lammers               | Toyota TS010               | G    | 114   |
| 3   | C1      | 7  | Toyota Team Tom's       | Geoff Lees Jan Lammers               | Toyota RV10 3.5L V10       | G    | 114   |
| 4   | C1      | 8  | Toyota Team Tom's       | Andy Wallace David Brabham           | Toyota TS010               | G    | 113   |
| 4   | C1      | 8  | Toyota Team Tom's       | Andy Wallace David Brabham           | Toyota RV10 3.5L V10       | G    | 113   |
| 5   | C1      | 1  | Peugeot Talbot Sport    | Derek Warwick Yannick Dalmas         | Peugeot 905 Evo 1B         | G    | 113   |
| 5   | C1      | 1  | Peugeot Talbot Sport    | Derek Warwick Yannick Dalmas         | Peugeot SA35 3.5L V10      | G    | 113   |
| 6   | C1      | 5  | Mazdaspeed              | Maurizio Sandro Sala Alex Caffi      | Mazda MXR-01               | M    | 107   |
| 6   | C1      | 5  | Mazdaspeed              | Maurizio Sandro Sala Alex Caffi      | Mazda (Judd) MV10 3.5L V10 | M    | 107   |
| 7   | FIA Cup | 22 | Chamberlain Engineering | Ferdinand de Lesseps Nick Adams      | Spice SE89C                | G    | 98    |
| 7   | FIA Cup | 22 | Chamberlain Engineering | Ferdinand de Lesseps Nick Adams      | Ford Cosworth DFZ 3.5L V8  | G    | 98    |
| 8   | FIA Cup | 29 | Team S.C.I.             | Ranieri Randaccio Stefani Sebastiani | Spice SE90C                | G    | 93    |
| 8   | FIA Cup | 29 | Team S.C.I.             | Ranieri Randaccio Stefani Sebastiani | Ford Cosworth DFR 3.5L V8  | G    | 93    |

## Statistika
- Najboljši štartni položaj - #2 Peugeot Talbot Sport - 1:16.415
- Najhitrejši krog - #1 Peugeot Talbot Sport - 1:20.346
- Povprečna hitrost - 183.111km/h